# ウミショウブ

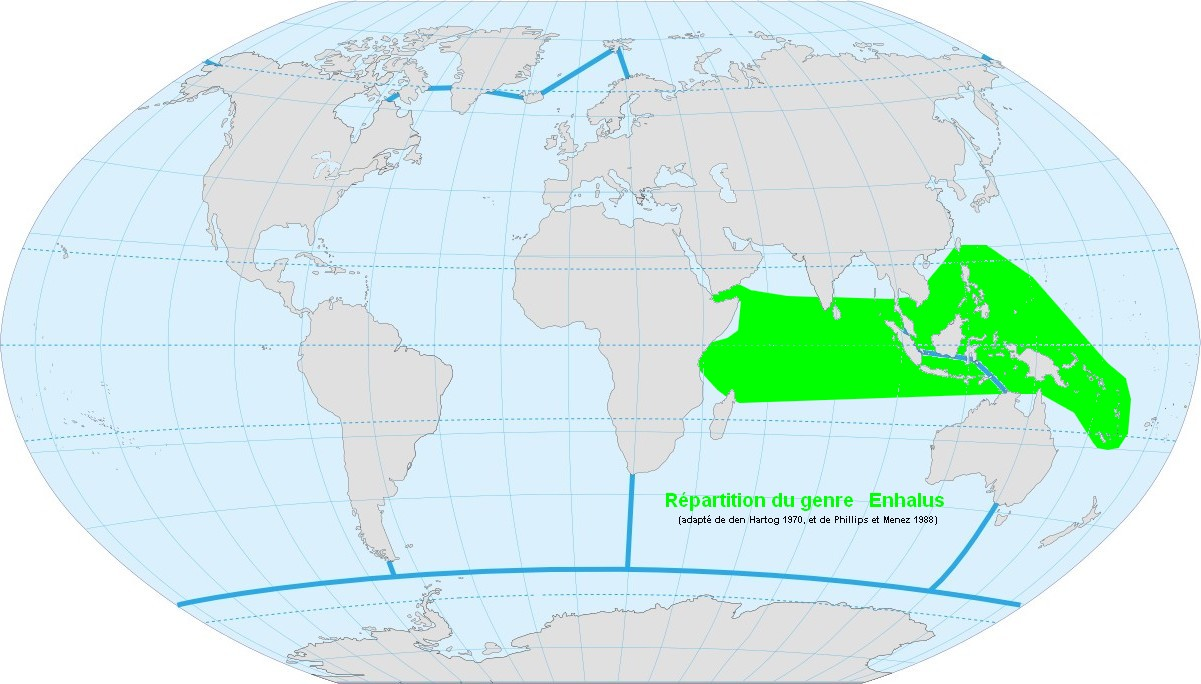
分布

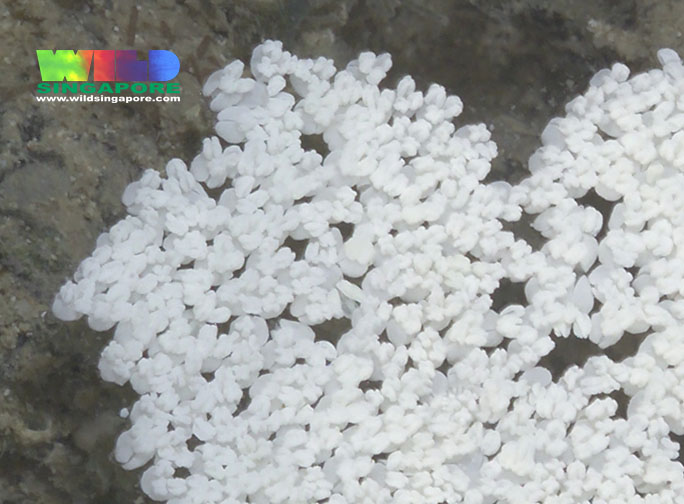
吹き溜まった雄花

ウミショウブ（Enhalus acoroides）は、トチカガミ科ウミショウブ属に分類される海草の一種。インド洋および西太平洋の熱帯から亜熱帯域に分布する。日本では沖縄県沿岸に分布する。本種のみでウミショウブ属を構成する（1属1種）。

## 名前の由来
海中で生える姿がショウブを思わせることから名がある。種小名 acoroidesはショウブ属の学名 Acorusにちなむ。

## 特徴・生態
熱帯・亜熱帯のインド洋から太平洋西部にかけての、浅い海に分布する。日本では沖縄県の西表島および石垣島とその周囲の海域で見られ、本種の分布の北限を成している。
西表島は日本国内最大の生息域であるが、アオウミガメによる食害が深刻化している。

### 受粉システム
ウミショウブの雌花は葉と同様の浮力を持っているが、その柄を含めた背丈は通常水深よりも短く、花（の蕾）は水面より下にある。ところが干満の差が最も激しくなる大潮の日の干潮時には、花がちょうど水面に届く程度の水深になる。雌花はちょうどこの数時間に合わせて開花し、水面に貼りつくようにして花びらを広げる。その形はミニチュア版の「バナナの皮」のようである。
一方、雄花は雌花よりずっと小さく、また長い柄もなくて、海底近くで多数の白い花をつけるが、成熟すると本体から切り離され、水面へと浮かび出る。と同時に花弁が反り返るように開き、高さ3ミリメートル程度の雪だるま、あるいははじけたポップコーンのような形になって、水面の上に立ち上がる。群生地ではそれぞれの株からおびただしい数の雄花が一斉に水面へと浮かび出て、ときに海面を真っ白に覆いつくす。
風や波の力によって、雄花は水面を走るようにして容易に流されてゆく。ほとんどの雄花はどこへともなく流されて終わるが、ごく一部の雄花は、水面上にたまたま開いている雌花にひっかかり、その内部へとはまり込む。潮が満ちてくると雌花は雄花を閉じ込みながら沈んでゆき、受粉を完了する。
雄花、雌花ともに一日花で、こうした受粉イベントが初夏から秋にかけての大潮の日に繰り返される。
受粉後に作られる実の中には10個前後の種が入っていて、熟してはじけると、種が散らばり、根づく。
このような方法で受粉する植物はウミショウブのみであるとされる。